# El Viso del Alcor
El Viso del Alcor é um município da Espanha, na província de Sevilha, comunidade autónoma da Andaluzia. Tem 20,40 km² de área e em 2021 tinha 19 251 habitantes (densidade: 943,7 hab./km²). Pertence à comarca de Los Alcores, limitando com os municípios de Mairena del Alcor e Carmona.